# Икегу, Энтони
Энтони Икегу (англ. Anthony Ikegu; род. 10 февраля 1963) — кенийский боксёр, представитель наилегчайшей весовой категории. Выступал за национальную сборную Кении по боксу в конце 1980-х годов, участник летних Олимпийских игр в Сеуле.

## Биография
Энтони Икегу родился 10 февраля 1963 года.
Информация о начале пути в боксе и ранних достижениях на ринге отсутствует в открытых источниках.
Наивысшее внимание к своей спортивной карьере Икегу привлёк в возрасте 25 лет в сезоне 1988 года, когда вошёл в основной состав кенийской национальной сборной и благодаря череде удачных выступлений удостоился права защищать честь страны на летних Олимпийских играх 1988 года в Сеуле. Предварительный этап категории до 51 кг он преодолел без соперника, тогда как в 1/16 финала досрочно во втором раунде потерпел поражение от представителя Франции Филиппа Десовуая и выбыл из борьбы за медали.
После сеульской Олимпиады Энтони Икегу больше не показывал сколько-нибудь значимых результатов в боксе на международной арене.